# Fritz Belger
Fritz Belger (* 19. April 1914 in Halle an der Saale; † 15. Oktober 1983 in Berlin) war ein deutscher Fußballspieler und -trainer.

## Spielerkarriere
Belger begann 1922 beim Halleschen FC Wacker mit dem Fußballspielen. 1934 konnte er mit der Mannschaft die Meisterschaft in der Gauliga Mitte erringen und an der Endrunde um die Deutsche Meisterschaft teilnehmen. Mit nur einem Sieg aus sechs Spielen schied man dort jedoch nach den Gruppenspielen aus. Erfolgreicher war er zwischen 1942 und 1945 in seiner Zeit beim Dresdner SC. Während im Tschammerpokal 1943 im Halbfinale gegen den LSV Hamburg mit 1:2 verloren wurde, konnte die Deutsche Meisterschaft gegen die Hamburger ein Jahr später durch einen 4:0-Endspielsieg gewonnen werden. Anders als beim Meistertitel 1943 spielte er am 18. Juni 1944 in Berlin 90 Minuten lang.
Nach dem Krieg kehrte er zu seinem inzwischen in SG Freiimfelde Halle umbenannten Jugendverein zurück. Mit ihm erreichte er 1948 das Finale der Ostzonenmeisterschaft, verlor jedoch gegen den sächsischen Vertreter SG Planitz. Ein Jahr später – erneut umbenannt – hat die ZSG Union Halle mehr Erfolg. Gegen Fortuna Erfurt kann 4:1 gewonnen werden. Nach Einführung der DDR-Oberliga bestritt er noch 43 Spiele in zwei Spielzeiten für die ZSG Union bzw. die BSG Turbine Halle.

## Trainerkarriere
1953 wurde Belger Verbandstrainer beim DFV. Dort war er 13 Jahre Übungsleiter im Junioren- und Nachwuchsbereich. 1966 zog es ihn nach Ceylon, wo er ein Jahr lang die Nationalmannschaft betreute, ehe er 1967 Trainer beim FC Vorwärts Berlin wurde, mit dem er 1969 die Meisterschaft und ein Jahr später den Pokalsieg feiern konnte. Danach beendete Belger seine Trainertätigkeit, übernahm die Aufgabe jedoch noch einmal in der Saison 1972/73 bei der inzwischen nach Frankfurt/Oder delegierten Mannschaft.

## Sonstiges
Belgers Sohn Jürgen spielte u. a. 30-mal in der Oberliga für den 1. FC Union Berlin und gewann 1968 den FDGB-Pokal (ohne Einsatz im Finale).